# Spandau Ballet
Spandau Ballet /ˈspændaʊ ˈbæl.eɪ/ este o formație britanică de muzică new wave înființată la Londra la sfârșitul anilor '70. Este cunoscută pentru melodii precum True (folosită des în coloanele sonore ale filmelor și serialelor), „Gold”, „Chant No. 1” și „Only When You Leave”, hituri care s-au clasat pe primele poziții în clasamentele din întreaga lume, care le-au adus un Premiu Brit și care s-au vândut în peste 25 de milioane de exemplare. De la reunirea formației în 2009, compozitorul Gary Kemp a primit Premiul Ivor Novello.

## Discografie
- Journeys to Glory (1981)
- Diamond (1982)
- True (1983)
- Parade (1984)
- Through the Barricades (1986)
- Heart Like a Sky (1989)
- Once More[4] (2009)
- The Story (2014)

## Legături externe
- Site oficial